# Galeandra magnicolumna
Galeandra magnicolumna är en orkidéart som beskrevs av Gustavo Adolfo Romero och Warford. Galeandra magnicolumna ingår i släktet Galeandra och familjen orkidéer. Inga underarter finns listade i Catalogue of Life.